# Nikolai Nikolajewitsch Bordjuscha

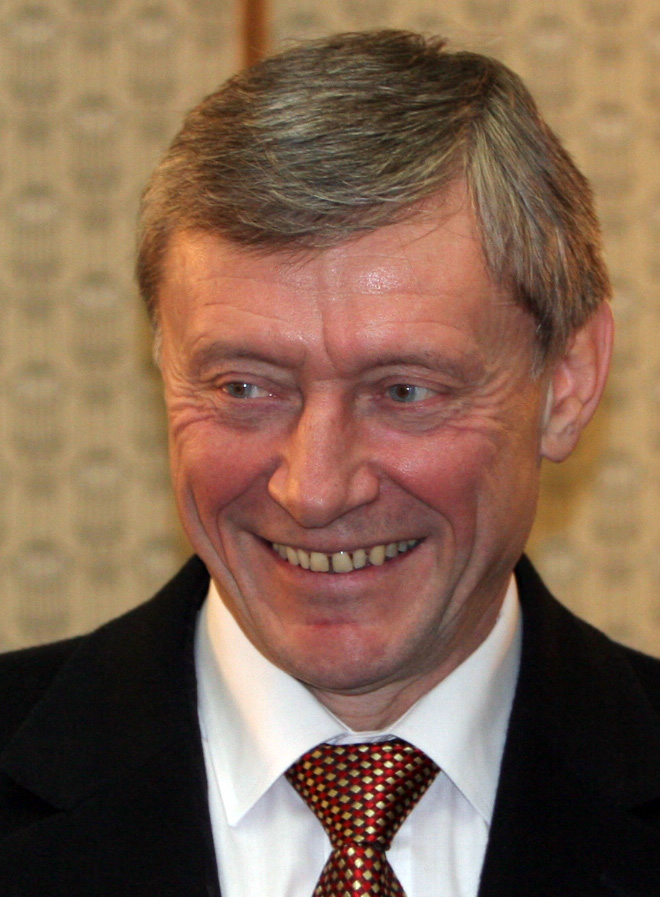
Nikolai Nikolajewitsch Bordjuscha (2007)

Nikolai Nikolajewitsch Bordjuscha (russisch Николай Николаевич Бордюжа; * 20. Oktober 1949 in Orjol) ist ein russischer Politiker und Diplomat.
Bordjuscha schloss 1972 die Höhere Kommandeurs-Ingenieurhochschule in Perm ab. Von 1972 bis 1991 absolvierte er den Militärdienst in verschiedenen Funktionen sowohl in der Armee als auch beim KGB. Dann war er bis 1992 erster stellvertretender Personalchef beim Regierungskommunikationsdienst FAPSI. Anschließend war er bis 1995 stellvertretender Kommandeur der Grenztruppen Russlands und von 1995 bis 1998 stellvertretender Direktor der Grenzbehörde.
Im Januar 1998 wurde Bordjuscha Direktor der Grenzbehörde, im September dann Sekretär des nationalen Sicherheitsrates Russlands und im Dezember zusätzlich Leiter der Präsidialadministration (beides bis März 1999). Dann war er bis 2003 Botschafter in Dänemark. Zuletzt bekleidete er vom 28. April 2003 bis zum 31. Dezember 2019 das Amt des Generalsekretärs der Organisation des Vertrags über kollektive Sicherheit, ehe er zum 1. Januar 2020 von Stanislau Sas abgelöst wurde.